# Piotr Szpot Dunin
Piotr Szpot Dunin herbu Łabędź – starosta piotrkowski w latach 1571-1587.
Poseł na sejm 1585 roku z województwa sieradzkiego.